# جزایر آلیوتی
جزایر آلیوتی‎ (به انگلیسی: Aleutian Islands، تلفظ: اَلوشِن، روسی: Алеутские острова، تلفظ: آلِی‌ت‌سکی‌یه) مجمع‌الجزایری در شمال اقیانوس آرام است که بین ایالات متحده آمریکا و روسیه قرار دارد. بیشتر این جزایر در سال ۱۸۶۷ توسط ایالات متحده از روسیه خریداری شد و اکنون متعلق به ایالت آلاسکا است. تنها غربی‌ترین بخش مجمع‌الجزایر (جزایر کوماندورسکی) هنوز متعلق به روسیه است. جزایر آلیوتی پیش از سال ۱۸۶۷ به عنوان مجمع‌الجزایر کاتارینا شناخته می‌شدند.
نام آلیوتی احتمالاً از زبان چوکچی aliat به معنی «جزیره» آمده‌است. جزایر آلیوتی مجموعه‌ای از ۱۴ جزیره بزرگ آتشفشانی و ۵۷ جزیره کوچکتر است که در شمال اقیانوس آرام، در مساحتی به اندازه (۱۷٬۶۶۶) کیلومتر مربع قرار دارند. جزایر آلیوتین به شکل زنجیره‌ای از جزایر کوچک هستند که با هم مجمع‌الجزایری را تشکیل می‌دهند. این زنجیره از جزایر حدود ۱۹۰۰ کیلومتر از شبه‌جزیره آلاسکا تا شبه‌جزیره کامچاتکا امتداد دارد. این جزایر خط ناپیوسته از خشکی‌ها را بین دریای برینگ و اقیانوس آرام ایجاد کرده‌اند؛ و همچنین نصف‌النهار ۱۸۰ درجه را قطع می‌کند.
جزایر آلیوتی قوس شمالی حلقه آتش اقیانوس آرام را تشکیل می‌دهند، منطقه‌ای با فعالیت‌های مکرر زمین‌شناختی که با بروز آتشفشان‌ها و زلزله‌ها نمود می‌یابد. 

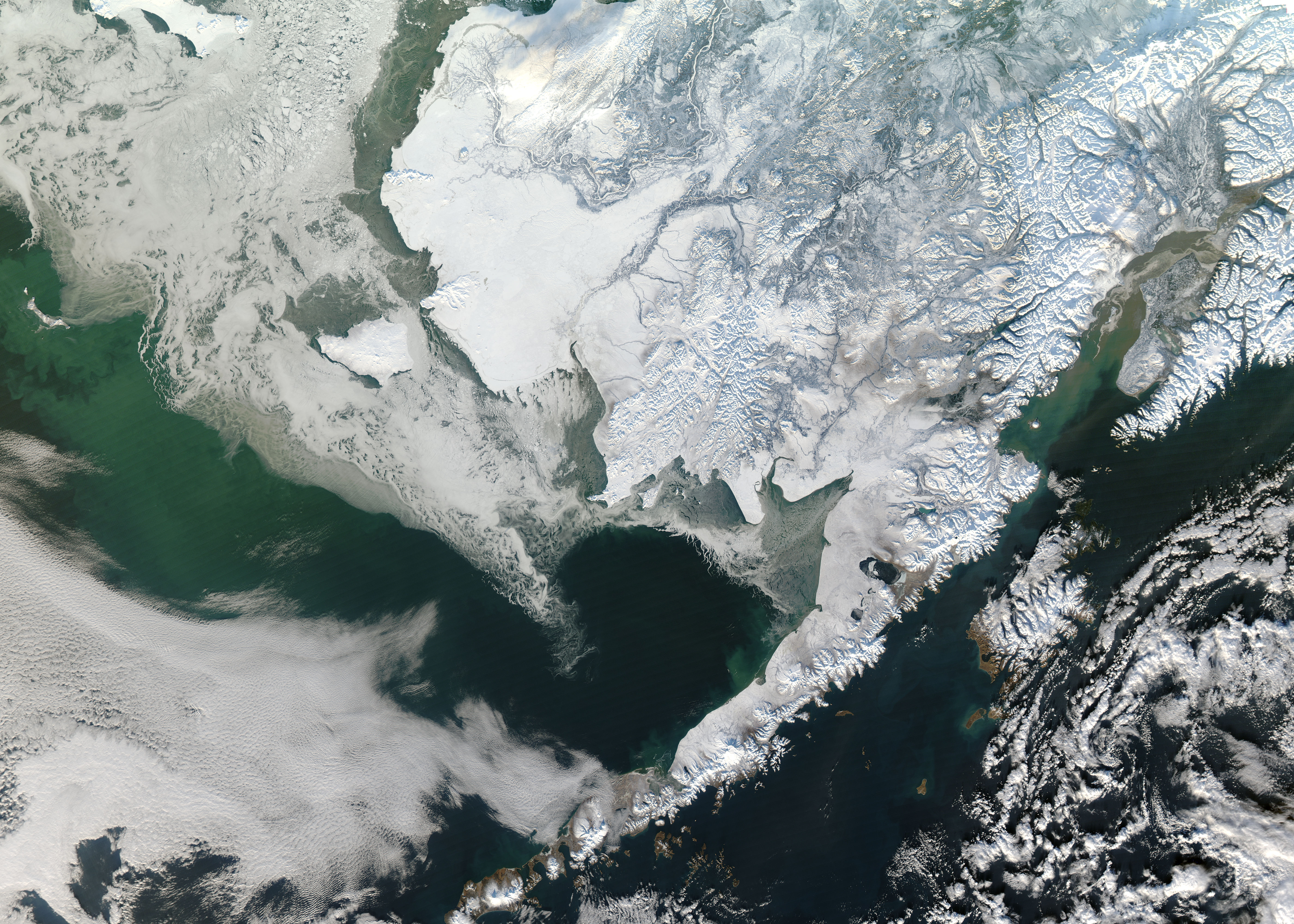
بخش اعظم جزایر آلیوتی (جزایر به صف کشیده شده از ضلع پایینی عکس به سمت مرکز در امتداد شبه‌جزیره آلاسکا)

## جغرافیا
جزایر آلیوتی از چهار گروه تشکیل شده‌است. فاکس، آندریانوف، رَت و جزایر نزدیک. همه این‌ها بین ۱۷۲ درجه شرقی تا ۱۶۳ درجه غربی هستند. از آنجایی که جزایر آلیوتی در دو طرف طول ۱۸۰ درجه قرار دارند، در نتیجه آن ایالات متحده در هر دو نیم‌کره شرقی و غربی قرار گرفته‌است.
جزایر آلیوتی بین صفحات اقیانوس آرام و آمریکای شمالی قرار دارند. این زنجیره از آبخُست‌ها در واقع ادامه منطقه آلیوتی در خاک اصلی است. در نزدیکی خاک اصلی آلاسکا، محور مجمع‌الجزایر به سمت جنوب غربی می‌چرخد، اما در نصف‌النهار ۱۷۹ غربی، جهت به سمت شمال غربی تغییر می‌کند. این تغییر جهت مربوط به زاویه‌ای در خط شکاف‌های آتشفشانی است که باعث پیدایش جزایر شده‌است. 
بیشتر این جزایر دارای آثار واضحی از منشأ آتشفشانی هستند و در سمت شمالی گروه آتشفشان‌های متعددی وجود دارد که برخی از آن‌ها فعال هستند. با این حال، بیشتر جزایر کاملاً آتشفشانی نیستند، اما حاوی سنگ‌های رسوبی، کهربا و زغال سنگ هستند. کرانه‌های جزایر صخره‌ای هستند و نزدیک شدن به آن بسیار خطرناک است. زمین بلافاصله از ساحل به سمت کوه‌های شیب‌دار و بلند بالا می‌رود. آتشفشان ماکوشین (۱۷۳۴٫۶۱ متر) از آنالاسکا قابل مشاهده است و جزایر آتشفشانی بوگوسلوف و گروینگ (که به ترتیب در سال‌های ۱۷۹۶ و ۱۸۸۳ از دریا برخاسته‌اند) حدود ۴۸ کیلومتری غرب خلیج جای گرفته‌اند. 

## آب و هوا

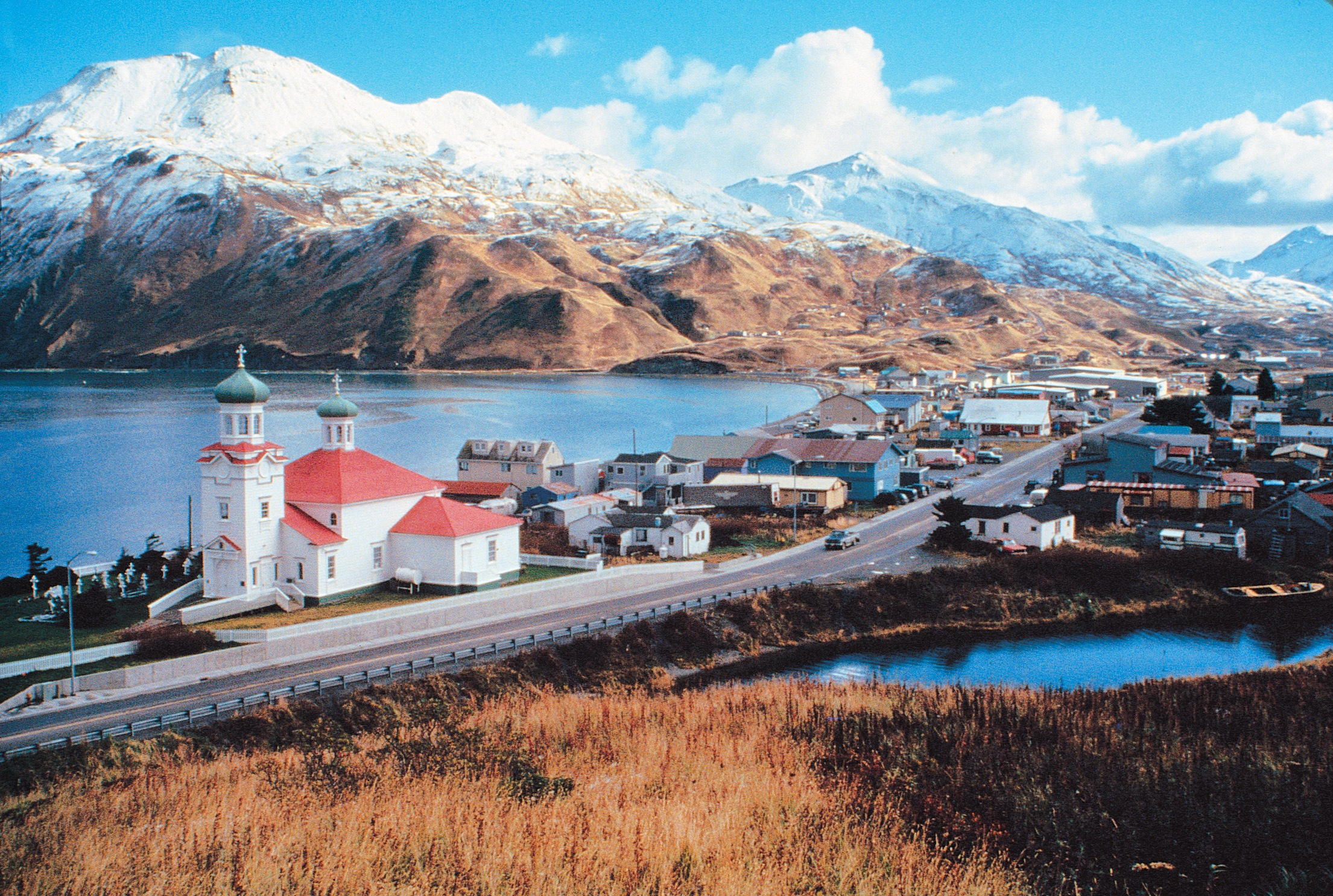
جزایر آلیوتی

این جزایر دارای آب و هوای اقیانوسی با دمای معتدل و نسبتاً غیرقابل تغییر و بارندگی شدید هستند. مه تقریباً دائمی وجود دارد. تابستان‌ها در سیتکا بسیار خنک‌تر از سرزمین اصلی است، اما دمای زمستان تقریباً مشابه آلاسکا است. میانگین دما در آنالاسکا حدود ۳٫۴ درجه سانتی‌گراد است (۱٫۱ درجه سانتی‌گراد در ژانویه، ۱۱٫۱ درجه سانتی‌گراد در ماه اوت). بالاترین دمای ثبت شده ۲۵٫۶ درجه سانتی‌گراد است. کمترین دمای اندازه‌گیری شده ۱۵- درجه سانتی‌گراد است. میانگین بارندگی در یک سال حدود ۲۰۰۰ میلی‌متر است. آنالاسکا با حدود ۲۵۰ روز بارانی در سال بارانی‌ترین مکان در ایالات متحده است. 

## اهالی
مردم این جزایر خود را اونگانگان (Ungangan) می‌نامند. زبان محلی این نواحی با زبان‌های اسکیمو نزدیک است. در سال ۲۰۰۰ میلادی ۸۱۶۲ نفر در این جزایر زندگی می‌کردند که بیش از نیمی از آن‌ها، یعنی ۴۲۸۳ نفر، در بزرگترین سکونتگاه یعنی آنالاسکا، ساکن بودند. 
فصل رشد گیاهان در این جزایر حدود ۱۳۵ روز طول می‌کشد، از اوایل ماه مه تا اواخر سپتامبر. با این حال، کشاورزی به کاشت و برداشت چند نوع سبزی محدود می‌شود. به جز چند گونه از بید، هیچ درختی در جزایر وجود ندارد، اما قسمت پایینی آن پوشیده از گیاهان است: چمنزارها، علف‌های باتلاقی و بسیاری از گیاهان گلدار. نگهداری گوسفند و گوزن شمالی در جزایر کمتر کوهستانی امکان‌پذیر است. علاوه بر این، ساکنان مهارت‌های خوبی در شکار و سبدسازی داشته‌اند. این سبدها بسیار ظریف و با دقت با ساقه‌های چاودار ساحلی خردشده بافته می‌شوند. 

## تاریخ
از آنجایی که این جزایر نوعی پل بین روسیه و آمریکا را تشکیل می‌دهند، اکثر مردم‌شناسان بر این باورند که این مسیری بوده که اولین انسان‌ها برای ورود به قاره آمریکا پیموده‌اند. این مهاجرت احتمالاً از طریق پل خاکی برینگیا (که اکنون ناپدید شده) در آخرین عصر یخبندان صورت گرفته است. اولین شواهد مربوط به سکونت انسان در قاره آمریکا بسیار جنوبی‌تر، یعنی در نیومکزیکو و پرو پیدا شده است. اولین شواهد انسانی در آلاسکا احتمالاً با بالا رفتن سطح دریا در دوره میان‌یخبندانی کنونی از بین رفته‌است. 
از سال ۱۷۴۱، کاشفان، بازرگانان، مهاجران و مبلغان دینی از روسیه به این مناطق آمدند. در سال ۱۷۴۱، دولت روسیه ویتوس برینگ، دریانورد دانمارکی در خدمت روسیه، و الکسی چیریکوف (روسی) را با کشتی‌های پیتر مقدس (سویاتوی پیتر) و پل مقدس (سویاتوی پاول) به سفری اکتشافی در مناطق شمالی اقیانوس آرام فرستاد که دومین سفر اکتشافی کامچاتکا نامیده می‌شود. پس از جدا شدن کشتی‌ها توسط طوفان، چیریکوف چندین جزیره شرقی از جزایر آلیوتی و چندین جزیره غربی برینگ را کشف کرد. گروه کشتی دیگر یعنی گروه ویتوس برینگ در نهایت دچار کشتی‌شکستگی و غرق شد و برینگ در یکی از جزایر کوماندورسکی مرد؛ جزیره‌ای که اکنون به نام او جزیره برینگ نام گرفته‌است. بازماندگان کشتی غرق‌شده گزارش دادند که این جزایر آکنده از «حیوانات خزدار» هستند. 
در پی این خبرها، شکارچیان پوست از سیبری به جزایر کوماندورسکی آمدند و از آنجا به سمت شرق حرکت کردند و از جزایر آلیوتی به خاک اصلی رسیدند. به این ترتیب روس‌ها در سواحل شمال غربی آمریکای شمالی جای پایی به دست آوردند. جزایر آلیوتی به روسیه تعلق داشت تا اینکه این کشور تمام مستملکات خود در آمریکای شمالی را در سال ۱۸۶۷ به ایالات متحده فروخت. 
روس‌ها در گسترش قلمرو خود با خشونت عمل می‌کردند. آن‌ها از فناوری و ظلم برای بیگاری کشیدن از اهالی جزایر آلیوتی، به‌ویژه برای شکار سمور آبی، استفاده کردند. روس‌ها خز سمور را در جزایر آلیوتی، در خلیج آلاسکا، در امتداد سواحل آلاسکا، حتی در امتداد سواحل کالیفرنیا صید کردند. تعدادی از «اونگانگان» به جزایر پریبیلوف منتقل شدند تا در آنجا برای روس‌ها به صید فک مشغول شوند. 
در سال ۱۷۶۰، یک بازرگان روسی به نام آدریان تولستیچ یک بررسی دقیق جمعیتی در نزدیکی آداک انجام داد و سپس اعطای شهروندی روسیه به جزایر آلیوتین گسترش یافت. به‌رغم برخی تلاش‌ها در دهه ۱۷۹۰ برای از بین بردن برده‌داری و کاهش رفتار ظالمانه، بسیاری از شرکت‌های روسی همچنان برای تأمین خز خود به جزایر آلیوتی وابسته بودند. در سومین و آخرین سفر خود در سال ۱۷۷۸، ناخدا جیمز کوک قسمت شرقی مجمع‌الجزایر آلیوتی را بررسی کرد، موقعیت برخی از جزایر مهم را تعیین کرد و بسیاری از اشتباهات دریانوردان قبلی را اصلاح کرد. یکی از اولین مبلغان مسیحی که به این منطقه رسید راهبی به نام هرمان بود که در سال ۱۷۹۳ به همراه ۹ راهب و کشیش ارتدکس روسی دیگر وارد این منطقه شد. پس از دو سال هرمان تنها بازمانده این گروه بود. او در جزیره اسپروس، نزدیک جزیره کودیاک به زندگی خود ادامه داد و بارها از حقوق آلیوتی‌ها در برابر شرکت‌های روسی دفاع کرد. او اکنون در کلیسای ارتدکس به عنوان سنت هرمان آلاسکا شناخته می‌شود. یکی دیگر از مبلغان مسیحی کلیسای ارتدکس روسی که در اوایل به این جزایر سفر کرد، کشیش یوآن ونیامینوف بود که در سال ۱۸۲۴ به آنالاسکا رسید. در کلیسای ارتدکس او اکنون به عنوان اینوکنتی مقدس مسکو، «حواری آلاسکا» شناخته می‌شود. 
در سال ۱۹۰۶، یک مخروط آتشفشانی جدید بین بوگوسلوف و گروینگ، در نزدیکی آنالاسکا به وجود آمد و به دنبال آن مخروط دوم در سال ۱۹۰۷ پدید آمد. این مخروط‌ها تقریباً در اثر فوران انفجاری در ۱ سپتامبر ۱۹۰۷ نابود شدند. 
سکونتگاه‌های اصلی آلیوتی همواره در آنالاسکا بوده و قدیمی‌ترین آنها ایلیولیوک (که اونالاسکا هم نامیده می‌شود) در ۱۷۶۰–۱۷۷۵ بنیاد شد. یک گمرکخانه، یک کلیسای روسی-یونانی، یک یتیم‌خانه متدیست‌ها و مقر ناوگان قابل توجهی از کشتی‌های آمریکایی در حال گشت‌زنی در جزایر پریبیلوف وجود دارد. اولین مدرسه دولتی در آنالاسکا در سال ۱۸۸۳ افتتاح شد. در مجاورت آن داچ هاربور (بندر هلندی) قرار دارد. دلیل این نام‌گذاری این است که گفته می‌شود یک کشتی هلندی برای اولین بار وارد آن شده‌است. داچ هاربور بندر مهمی برای تجارت در دریای برینگ است. 
کنگره ایالات متحده در سال ۱۹۲۴ شهروندی آمریکا را به همه بومیان آمریکا تعمیم داد (به طوری که مردم بومی آلاسکا نیز اکنون بخشی از ایالات متحده شدند). در مناطق آلیوتی یک بیمارستان توسط سرویس سرخپوستان آمریکا در سال ۱۹۳۳ ساخته شد. در طول جنگ جهانی دوم، جزایر آلیوتی توسط ژاپنی‌ها پس از حمله به آگاتو، آتو و کیسکا برای منحرف کردن توجه نیروهای آمریکایی از حمله اصلی ژاپنی‌ها به جزیره میدوی، اشغال شد. ایالات متحده با شکستن کدهای نظامی ژاپن، می‌دانست که این یک حرکت انحرافی است و نیروهای زیادی را برای دفاع از جزایر مستقر نکرد. از این جزایر برخی از آمریکایی‌ها به عنوان اسیر جنگی به ژاپن برده شدند. در جریان جنگ، اکثر جمعیت غیرنظامی جزایر آلیوتی توسط ایالات متحده به کمپ‌هایی در آلاسکا منتقل شدند. نیروهای آمریکایی در آتو با ژاپنی‌ها جنگیدند و کنترل جزایر را دوباره به دست گرفتند. این جزایر تنها قلمرو آمریکا بود که توسط نیروهای محور اشغال شده بود. 
دوشنبه ۳ ژوئن ۲۰۰۲ به عنوان «روز یادبود بندر هلند» جشن گرفته شد. فرماندار آلاسکا دستور داد پرچم‌های ایالتی به احترام ۷۸ نظامی که در حمله دو روزه در سال ۱۹۴۲ جان باختند، نیمه‌افراشته شوند. مرکز بازدیدکنندگان «منطقه تاریخی ملی کارزار آلیوتی جنگ جهانی دوم» در ژوئن ۲۰۰۲ گشایش یافت.